# Bactra verutana
Bactra verutana is een vlinder uit de familie bladrollers (Tortricidae). De wetenschappelijke naam is voor het eerst geldig gepubliceerd in 1876 door Zeller.
De soort komt voor in tropisch Afrika.